# Burien-Chiem
Burien-Chiem (ros. Бурен-Хем) – wieś w Rosji, w Tuwie, w kożuunie kaa-chiemskim. W 2010 liczyła 950 mieszkańców.